# Lijst van Tsjechische ministers van Defensie
Dit is een lijst van ministers van Defensie van de Tsjechische Republiek.

## Ministers van Defensie van Tsjechië (1993–heden)
| Minister van Defensie     | Minister van Defensie | Minister van Defensie           | Ambtstermijn      | Ambtstermijn      | Partij(en)                  | Premier(s)                   | Kabinet(ten) |
| ------------------------- | --------------------- | ------------------------------- | ----------------- | ----------------- | --------------------------- | ---------------------------- | ------------ |
|                           | Antonín Baudyš        | Antonín Baudyš (1946–2010)      | 1 januari 1993    | 22 september 1994 | KDU-ČSL                     | Václav Klaus (1993–1997)     | V. Klaus I   |
|                           |                       | Vilém Holáň (1938–2021)         | 22 september 1994 | 4 juli 1996       | KDU-ČSL                     | Václav Klaus (1993–1997)     | V. Klaus I   |
|                           | Miloslav Výborný      | Miloslav Výborný (1952)         | 4 juli 1996       | 17 december 1997  | KDU-ČSL                     | Václav Klaus (1993–1997)     | V. Klaus II  |
|                           |                       | Michal Lobkowicz (1964)         | 17 december 1997  | 17 juli 1998      | US-DEU                      | Josef Tošovský (1997–1998)   | Tošovský     |
|                           | Vladimír Vetchý       | Vladimír Vetchý (1949)          | 17 juli 1998      | 4 mei 2001        | ČSSD                        | Miloš Zeman (1998–2002)      | Zeman        |
|                           | Jaroslav Tvrdík       | Jaroslav Tvrdík (1968)          | 4 mei 2001        | 10 juni 2003      | ČSSD                        | Miloš Zeman (1998–2002)      | Zeman        |
| ČSSD                      | Jaroslav Tvrdík       | Jaroslav Tvrdík (1968)          | 4 mei 2001        | 10 juni 2003      | Vladimír Špidla (2002–2004) | Špidla                       |              |
|                           | Miroslav Kostelka     | Miroslav Kostelka (1951)        | 10 juni 2003      | 26 juli 2004      | Vladimír Špidla (2002–2004) | Špidla                       | O            |
|                           | Karel Kühnl           | Karel Kühnl (1954)              | 26 juli 2004      | 16 augustus 2006  | US-DEU                      | Stanislav Gross (2004–2005)  | Gross        |
| Jiří Paroubek (2005–2006) | Karel Kühnl           | Karel Kühnl (1954)              | 26 juli 2004      | 16 augustus 2006  | US-DEU                      | Paroubek                     |              |
|                           | Jiří Šedivý           | Jiří Šedivý (1963)              | 16 augustus 2006  | 9 january 2007    | O                           | Mirek Topolánek (2006–2009)  | Topolánek I  |
|                           | Vlasta Parkanova      | Vlasta Parkanova (1951)         | 9 january 2007    | 9 april 2009      | KDU-ČSL                     | Mirek Topolánek (2006–2009)  | Topolánek II |
|                           | Martin Barták         | Martin Barták (1967)            | 9 april 2009      | 28 juni 2010      | O                           | Jan Fischer (2009–2010)      | Fischer      |
|                           | Alexandr Vondra       | Alexandr Vondra (1966)          | 28 juni 2010      | 8 december 2012   | ODS                         | Petr Nečas (2010–2013)       | Nečas        |
|                           | Karolína Peake        | Karolína Peake (1975)           | 8 december 2012   | 20 december 2012  | LIDEM                       | Petr Nečas (2010–2013)       | Nečas        |
|                           | Petr Nečas            | Petr Nečas (1964)               | 20 december 2012  | 18 maart 2013     | ODS                         | Petr Nečas (2010–2013)       | Nečas        |
|                           | Vlastimil Picek       | Generaal Vlastimil Picek (1956) | 18 maart 2013     | 17 januari 2014   | O                           | Petr Nečas (2010–2013)       | Nečas        |
| O                         | Vlastimil Picek       | Generaal Vlastimil Picek (1956) | 18 maart 2013     | 17 januari 2014   | Jiří Rusnok (2013–2014)     | Rusnok                       |              |
|                           | Martin Stropnický     | Martin Stropnický (1956)        | 17 januari 2014   | 6 december 2017   | ANO                         | Bohuslav Sobotka (2014–2017) | Sobotka      |
|                           | Karla Šlechtová       | Karla Šlechtová (1977)          | 6 december 2017   | 28 juni 2018      | O                           | Andrej Babiš (2017–2021)     | Babiš I      |
|                           | Lubomír Metnar        | Lubomír Metnar (1967)           | 28 juni 2018      | 28 november 2021  | O                           | Andrej Babiš (2017–2021)     | Babiš II     |
|                           | Jana Černochová       | Jana Černochová (1973)          | 28 november 2021  | heden             | ODS                         | Petr Fiala (2021–heden)      | Fiala        |

Minister-president · Arbeid en Sociale Zaken · Binnenlandse Zaken · Buitenlandse Zaken · Cultuur · Defensie · Financiën · Industrie en Handel · Justitie · Landbouw · Milieu · Onderwijs, Jeugd en Lichamelijke Opvoeding · Regionale Ontwikkeling · Verkeer · Volksgezondheid · zonder portefeuille

Voormalige ministeries: 

Informatica